# Bombardeo de Nicolaiev
El bombardeo de Nicolaiev, ocurrió el 13 de marzo de 2022, durante la invasión rusa de Ucrania de 2022, las Fuerzas Armadas de Rusia bombardearon Nicolaiev con municiones de racimo, matando a nueve civiles.

## Antecedentes
Desde el inicio de la Invasión a Ucrania, Nicolaiev fue bombardeado repetidamente con municiones de racimo, entre el 7 y el 11 de marzo de 2022.

## Víctimas y daños

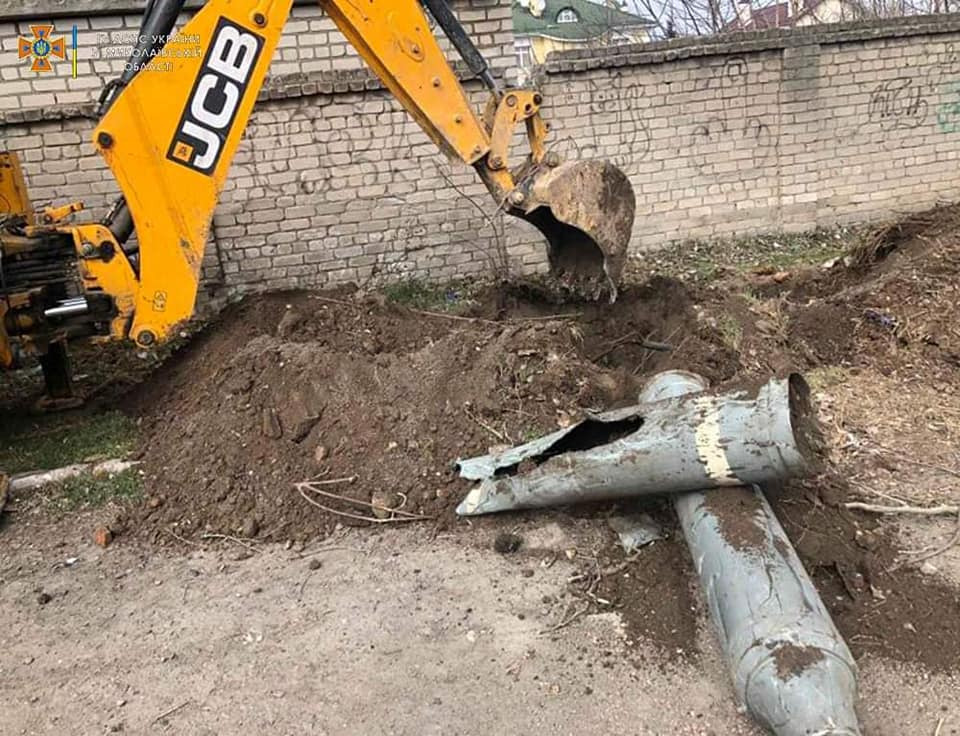
Eliminación de artefactos explosivos en Mykolaiv el 14 de marzo de 2022.

Nueve civiles que esperaban en fila en la calle en un cajero automático murieron en el ataque. Las explosiones también dañaron casas y edificios civiles. Human Rights Watch analizó el incidente y descubrió que las fuerzas rusas utilizaron municiones de racimo Smerch y Uragan en las zonas densamente pobladas.

## Análisis de crímenes de guerra
Debido a la naturaleza intrínsecamente indiscriminada de las municiones de racimo, Human Rights Watch describió su uso en Mykolaiv como un posible crimen de guerra ruso. El Equipo de Inteligencia de Conflictos comenta sobre este bombardeo:
Cabe recordar que el uso de lanzacohetes múltiples y municiones en racimo en zonas residenciales puede considerarse un ataque indiscriminado y, por tanto, un crimen de guerra.